# Libetra

Mapa de la Antigua Macedonia con la ubicación de Libetra, al este del monte Olimpo, cerca de la costa del golfo Termaico.

Libetra (griego antiguo: τὰ Λίβηθρα o Λείβηθρα) fue una ciudad cercana al monte Olimpo donde la tradición decía que Orfeo había sido enterrado por las Musas. Su tumba fue más tarde destruida por una inundación del río Sys. Fue un lugar donde las ninfas libetríadas eran veneradas. Existen restos de Libetra en un yacimiento arqueológico cerca del Olimpo.
La fuente Libetra era el lugar favorito de las Musas, de ahí su epíteto de libetríadas, que en griego antiguo se escribe Λιβεθρίδες.